# Хассі-Месауд – Хассі-Р'Мель (трубопровід для ЗВГ)
Хассі-Месауд – Хассі-Р'Мель (трубопровід для ЗВГ) – один з трубопроводів, що сполучають два найбільші об’єкти нафтогазової промисловості Алжиру.
Газопереробний комплекс найбільшого алжирського нафтового родовища Хассі-Месауд включає декілька установок вилучення зрідженого нафтового газу (ЗНГ, пропан-бутанова фракція). Перша з них стала до ладу в 1973-му, а видачу її продукції організували по трубопроводу Хассі-Месауд – Хассі-Р'Мель – Арзу із початковою ділянкою діаметром 300 мм. 
На початку 1980-х до Хассі-Месауд вивели ЗНГ-трубопровід діаметром 500 мм від Алрар, який подавав продукцію південних газових родовищ. При цьому є відомості, що для перекачування ЗНГ на ділянці між Хассі-Месауд та Хассі-Р'Мель станом на 1981 рік вже використовувалась не одна, а три нитки – дві діаметром по 300 мм та одна діаметром 200 мм. В Хассі-Р'Мель додатковий ресурс міг передаватись до ЗВГ-трубопроводу Хассі-Р'Мель – Арзу. 
Наприкінці 1990-х газопереробний комплекс Хассі-Месауд доповнили ще однією установкою вилучення ЗНГ, при цьому пропускну здатність трубопровідної мережі збільшили шляхом подовження трубопроводу Алрар – Хассі-Месауд до Хассі-Р'Мель.
Нарешті, в першій половині 2010-х у складі комплексу Хассі-Месауд з’явилась третя установка вилучення ЗНГ. З огляду на це проклали новий ЗНГ-трубопровід Хассі-Месауд – Хассі-Р'Мель, відомий як ELR1. Він має довжину 336 км та виконаний в діаметрі 600 мм.